# Castellazzo (Rho)
Castellazzo (Castellazz in dialetto milanese) è una frazione del comune di Rho nella città metropolitana di Milano, posta a nord-ovest del centro abitato, verso Vanzago.

## Storia
Fu un antico comune del Milanese.
Registrato agli atti del 1751 come un borgo di 108 abitanti, in base al censimento voluto nel 1771 dall'imperatrice Maria Teresa, Castellazzo contava 140 anime. Alla proclamazione del Regno d'Italia nel 1805 risultava avere 180 abitanti. Nel 1809 fu soppresso con regio decreto di Napoleone ed annesso a Rho. Il Comune di Castellazzo fu quindi ripristinato con il ritorno degli austriaci, che tornarono però sui loro passi nel 1841, ristabilendo la fusione con Rho. Due anni dopo però, il borgo venne spostato sotto Lucernate, che poi sarà tuttavia esso stesso inglobato da Rho.